# Hoplophthiracarus illinoisensis
Hoplophthiracarus illinoisensis är en kvalsterart som först beskrevs av Ewing 1909.  Hoplophthiracarus illinoisensis ingår i släktet Hoplophthiracarus och familjen Phthiracaridae. Inga underarter finns listade i Catalogue of Life.